# Deutscher Gründerpreis
Der Deutsche Gründerpreis ist eine bedeutende Auszeichnung für herausragende Unternehmer in Deutschland. Er wird für vorbildhafte Leistungen bei der Entwicklung von innovativen und tragfähigen Geschäftsideen und beim Aufbau neuer Unternehmen verliehen. Sein Ziel ist es, ein positives Gründungsklima in Deutschland zu fördern und Mut zur Selbstständigkeit zu machen.
Der Deutsche Gründerpreis wird jährlich in vier bis fünf Kategorien verliehen. Damit werden unternehmerische Vorbilder in unterschiedlichen Unternehmensphasen ausgezeichnet ― vom Schülerplanspiel bis zum Lebenswerk. Außergewöhnliche Unternehmerleistungen können mit einem Sonderpreis gewürdigt werden.
Ausgelobt wird der Preis von den Partnern Sparkasse, ZDF, Porsche und Frankfurter Allgemeine Zeitung. Bereits seit 1997 setzen sich die Partner für die Förderung des Unternehmertums und der Gründungskultur ein; seit 2002 unter dem Namen Deutscher Gründerpreis. Die Initiative wird vom Bundesministerium für Wirtschaft und Energie und weiteren Förderern unterstützt.

## Die Kategorien
In der Kategorie Schüler:innen werden seit 1999 Jugendliche ab der neunten Klassenstufe ausgezeichnet, die im Rahmen eines internetbasierten Existenzgründer-Planspiels das überzeugendste Geschäftskonzept für ein fiktives Unternehmen entwickelt haben.
Den Deutschen Gründerpreis in der Kategorie StartUp erhalten Existenzgründer, deren Unternehmen ein bis drei Jahre alt sind. Prämiert werden Gründungen, die sich überdurchschnittlich erfolgreich im Markt durchsetzen konnten.
Der Preis in der Kategorie Aufsteiger wird an Gründer verliehen, deren Unternehmen ein außerordentliches Wachstum erreicht und das Potenzial zur Marktführerschaft haben. Die Firmen dürfen höchstens zwischen vier und neun Jahre alt sein.
In der Kategorie Lebenswerk werden Unternehmer gewürdigt, die mindestens eine nachhaltig erfolgreiche Firma in Deutschland aufgebaut haben, in der eine beispielhafte Unternehmenskultur herrscht. Als vorbildliche Unternehmerpersönlichkeit übernimmt der Preisträger über seine unternehmerische Tätigkeit hinaus soziale Verantwortung.
Der Sonderpreis kann an Unternehmer vergeben werden, die besondere unternehmerische Herausforderungen auf eine außergewöhnliche Weise bewältigt haben.

## Die Auszeichnung
Eine Jury von zwanzig Personen trifft die Auswahl. Der Deutsche Gründerpreis wird einmal jährlich im ZDF-Hauptstadtstudio verliehen. Die Gewinner erhalten ihre Auszeichnungen im Rahmen einer feierlichen Preisverleihung, bei der namhafte Persönlichkeiten aus Politik und Wirtschaft anwesend sind. Im Laufe der Jahre führten folgende Personen durch das Programm:
- 2002: Maybrit Illner
- 2003–2007: Klaus-Peter Siegloch
- 2008–2009, 2011–2012: Marietta Slomka
- 2010, 2013: Michael Opoczynski
- seit 2014: Barbara Hahlweg

## Netzwerk
Kooperationspartner des Deutschen Gründerpreises ist das Bundesministerium für Wirtschaft und Energie. Förderer des Deutschen Gründerpreises, die Idee des Deutschen Gründerpreises unterstützen, sind
- Bertelsmann SE
- Süddeutsche Zeitung
- die Versicherungen der Sparkassen.

Mitglieder des Kuratoriums des Deutschen Gründerpreises sind Stella A. Ahlers, Hubertus Bessau, Saskia Biskup, Markus Große Böckmann, Willy Bogner, Heinrich-Otto Deichmann, Fridtjof Detzner, Patric Faßbender, Maja Halver, Daniel Hannemann, Matthias Henze, Martin Herrenknecht, Maximilian Hugendubel, Michael Lindner, Roland Mack, Hans Georg Näder, Michael Otto, Oliver Steinki, Götz E. Rehn, Alfred Theodor Ritter, Annette Roeckl, Simon Schandert, Jörg Mittelsten Scheid, Jörg Sennheiser, Markus Stahl, Martin Viessmann, Axel Norbert Wittig.
Ehrenmitglieder sind Ludwig Georg Braun, Klaus Fischer, Jürgen Heraeus, Claus Hipp, Friedrich von Metzler, Folkart Schweizer, Rosely Schweizer, Gerd Strehle und Reinhold Würth. Sprecher des Kuratoriums ist Florian Langenscheidt.

## Preisträger
Die „Siegerbibliothek“ bietet ausführliche Angaben zu den Nominierten auf der Projekt-Website.
| Jahr | Schüler:innen               | Konzept                              | StartUp                             | Aufsteiger                        | Unternehmer                    | Visionär              | Lebenswerk                               | Sonderpreis                                                                 |
| ---- | --------------------------- | ------------------------------------ | ----------------------------------- | --------------------------------- | ------------------------------ | --------------------- | ---------------------------------------- | --------------------------------------------------------------------------- |
| 2024 |                             |                                      | WeSort.AI GmbH                      | Dermanostic GmbH                  |                                |                       | Regina Ziegler                           | Paul Belthle, "Die Ölfreunde"                                               |
| 2023 | verschoben                  | -                                    | Friendly Captcha GmbH               | happy brush GmbH                  | -                              | -                     | Rosely Schweizer                         | Benjamin Adrion, "Viva con Agua"                                            |
| 2022 | Team Voltvoyage             | -                                    | traceless materials GmbH            | osapiens Services GmbH            | -                              | -                     | Klaus Grohe (Unternehmer), Hansgrohe SE  | Tatjana Kiel, "We are all Ukrainians"                                       |
| 2021 | Team Hyclean                | -                                    | yuri GmbH                           | Wildling Shoes GmbH               | -                              | -                     | Götz E. Rehn, Alnatura                   | BioNTech SE                                                                 |
| 2020 | Team SaniC                  | abgesagt                             | abgesagt                            | abgesagt                          | abgesagt                       | abgesagt              | abgesagt                                 | abgesagt                                                                    |
| 2019 | Team LUVAQ                  | –                                    | GBS German Bionic Systems GmbH      | Boxine GmbH                       | –                              | –                     | Alfred Theodor Ritter                    | –                                                                           |
| 2018 | EmiSec – Emissions Security | –                                    | Ineratec GmbH                       | Tesvolt GmbH                      | –                              | –                     | Jörg Mittelsten Scheid                   | Bernhard Paul                                                               |
| 2017 | Team Kabibe                 | –                                    | Grillido GmbH                       | F. O. BAGS GmbH                   | –                              | –                     | Friedrich von Metzler                    | Andreas Kaufmann (Leica Camera AG)                                          |
| 2016 | Graintech eG                | –                                    | iNDTact GmbH                        | Lemonaid Beverages GmbH           | –                              | –                     | Roland Mack, Europa-Park                 | Kiron Open Higher Education gGmbH                                           |
| 2015 | Team OPPIA                  | –                                    | RESTUBE GmbH                        | Jimdo GmbH                        | –                              | –                     | Jörg Sennheiser, Sennheiser              | auticon GmbH                                                                |
| 2014 | Aequo                       | –                                    | Secomba GmbH                        | NanoTemper Technologies GmbH      | –                              | –                     | Götz Werner, dm-drogerie markt           | ResearchGate GmbH                                                           |
| 2013 | Team InnoWrite              | –                                    | Innoven GmbH                        | Mymuesli GmbH                     | –                              | –                     | Martin Herrenknecht                      | Titus Dittmann                                                              |
| 2012 | Team M.A.M.P.F.             | –                                    | Ajax Loktechnik GmbH & Co. KG       | FMP Technology GmbH               | –                              | –                     | Jürgen Heraeus                           | Pixomondo GmbH & Co. KG                                                     |
| 2011 | Team BiO2xic                | –                                    | CeGaT GmbH                          | 4Jet Sales+Service GmbH           | –                              | –                     | Martin Viessmann                         | Dialogue Social Enterprise GmbH                                             |
| 2010 | Team Argus                  | –                                    | Bora-Lüftungstechnik GmbH           | Internetstores GmbH               | –                              | –                     | –                                        | Ludwig Georg Braun                                                          |
| 2009 | Team Dentacare              | –                                    | True Fruits GmbH                    | Nanion Technologies GmbH          | –                              | –                     | Artur Fischer                            | Teekampagne/Projektwerkstatt GmbH                                           |
| 2008 | Education Electronics       | –                                    | Torqeedo GmbH                       | attocube systems AG               | –                              | –                     | Berthold Leibinger, Trumpf GmbH + Co. KG | Deutsche Kammerphilharmonie Bremen gGmbH                                    |
| 2007 | Team Eureso                 | –                                    | eoil automotive & technologies GmbH | Teutoburger Ölmühle GmbH & Co. KG | –                              | –                     | Reinhard Mohn, Bertelsmann AG            | Ursula Sladek und Michael Sladek, Elektrizitätswerke Schönau Vertriebs GmbH |
| 2006 | –                           | Geohumus International GmbH & Co. KG | –                                   | hotel.de AG                       | –                              | MeVis-Gruppe          | Werner und Michael Otto                  | –                                                                           |
| 2005 | –                           | GranMalt GmbH                        | –                                   | Q-Cells AG                        | –                              | Indivumed GmbH        | Claus Hipp                               |                                                                             |
| 2004 | –                           | promeos GmbH                         | –                                   | Funke & Will AG                   | –                              | ANTISENSE PHARMA GmbH | Reinhold Würth                           | –                                                                           |
| 2003 | –                           | AVONTEC GmbH                         | –                                   | ICIDO                             | –                              | 0800DocMorris         | Günther Fielmann                         | –                                                                           |
| 2002 | –                           | ICUnet.AG                            | –                                   | HumanOptics AG                    | WaveLight Laser Technologie AG | Epigenomics AG        | Heinz-Horst Deichmann                    | –                                                                           |